# Gilberto Martínez Solares
Pour les articles homonymes, voir Solares (homonymie).
Gilberto Martínez Solares (né le 19 janvier 1906 à Mexico - mort le 18 janvier 1997 à Mexico) est un réalisateur, scénariste, directeur de la photographie, producteur et acteur mexicain.

## Biographie
Né le 19 janvier 1906 à Mexico, il possède des studios de photographie à Mexico, à Hollywood et à Paris. En 1934, il débute comme photographe de cinéma dans Adiós Nicanor et en 1938, il fait ses débuts de réalisateur avec El señor alcalde. Il a réalisé plus de 140 films.
Il a tourné de nombreux films avec de nombreux acteurs et comédiens tels que Germán Valdés dit « Tin Tan », Adalberto Martínez dit « Resortes (es) », Antonio Espino dit « Clavillazo (es) », Marco Antonio Campos (es) dit « Viruta », Gaspar Henaine dit « Capulina », Joaquín Pardavé, María Elena Velasco (es) dite « La India María », parmi d'autres.
Le Festival des trois continents de Nantes, en France, a décerné un prix portant son nom (Prix Gilberto Martínez Solares).
Il est décédé le 18 janvier 1997, un jour avant son 91e anniversaire.

## Filmographie

### comme réalisateur
- 1939 : El señor alcalde
- 1939 : Hombres del aire
- 1940 : La locura de Don Juan
- 1941 : La casa del rencor
- 1942 : Las cinco noches de Adán
- 1942 : Yo bailé con Don Porfirio
- 1943 : Resurrección (en)
- 1943 : Internado para señoritas
- 1943 : El globo de Cantolla (es)
- 1944 : Así son ellas
- 1944 : La trepadora
- 1945 : Un beso en la noche
- 1945 : El jagüey de las ruinas
- 1945 : La señora de enfrente
- 1946 : Bodas trágicas
- 1946 : Sa dernière aventure (es) (Su última aventura)
- 1947 : Cinco rostros de mujer (es)
- 1947 : Extraña cita
- 1948 : La novia del mar
- 1948 : El casado casa quiere
- 1949 : Calabacitas tiernas (es)
- 1949 : Tuya para siempre
- 1949 : La familia Pérez
- 1949 : Soy charro de Levita
- 1949 : Conozco a las dos (es)
- 1949 : Novia a la medida
- 1949 : No me defiendas compadre
- 1950 : El rey del barrio (es)
- 1950 : La marca del zorrillo
- 1950 : Simbad el Mareado
- 1950 : Mi querido capitán
- 1951 : El revoltoso (es)
- 1951 : ¡Ay amor, cómo me has puesto!
- 1952 : Las locuras de Tin Tan
- 1952 : El ceniciento
- 1952 : Chucho el remendado
- 1952 : El bello durmiente (es)
- 1952 : Rumba caliente (es)
- 1953 : Me traes de un ala
- 1953 : Ahí vienen los gorrones (es)
- 1953 : El vagabundo
- 1953 : Dios los cría (es)
- 1953 : El mariachi desconocido
- 1954 : Hijas casaderas
- 1954 : La Mulâtresse (Mulata)
- 1954 : Contigo a la distancia
- 1954 : El vizconde de Montecristo
- 1955 : Pobre huerfanita
- 1955 : El barba azul
- 1955 : Qué lindo Cha Cha Cha
- 1955 : Lo que le pasó a Sansón
- 1956 : Pura vida
- 1956 : El sultán descalzo (es)
- 1956 : Club de señoritas
- 1956 : El vividor
- 1956 : Vivir a todo dar
- 1956 : El chismoso de la ventana
- 1957 : El organillero
- 1957 : La ciudad de los niños
- 1957 : Les Trois mousquetaires et demi (Los tres mosqueteros y medio)
- 1957 : La sombra del otro (es)
- 1958 : Escuela para suegras
- 1958 : La feria de San Marcos
- 1958 : Mientras el cuerpo aguante (es)
- 1958 : Paso a la juventud
- 1959 : Kermesse
- 1959 : Besos de arena
- 1959 : El ciclón
- 1959 : Escuela de verano (es)
- 1960 : Le Fossoyeur de la pleine lune (La casa del terror)
- 1960 : El tesoro de Chucho el Roto
- 1960 : Vuelta al paraíso
- 1960 : Una estrella y dos estrellados
- 1960 : Vivo o muerto
- 1960 : El violetero
- 1961 : Ojos tapatios
- 1961 : El duende y yo (es)
- 1961 : Las leandras
- 1961 : ¡Suicídate, mi amor! (es)
- 1961 : Viva Chihuahua
- 1962 : Las hijas del Amapolo
- 1962 : Los valientes no mueren
- 1963 : Una joven de 16 años
- 1963 : De color moreno
- 1963 : Torero por un día
- 1964 : La gitana y el charro
- 1964 : Napoleoncito
- 1965 : La criada malcriada
- 1965 : Mi héroe
- 1965 : Los tales por cuales
- 1965 : Me ha gustado un hombre
- 1965 : Tintansón Crusoe
- 1965 : Alma llanera (es)
- 1966 : Los tres salvajes
- 1966 : Cada quién su lucha (es)
- 1966 : Juventud sin ley
- 1966 : Dos meseros majaderos (es)
- 1966 : Alazán y enamorado
- 1966 : Marcelo y María
- 1966 : El ángel y yo
- 1967 : Los perversos (a go go)
- 1967 : El camino de los espantos
- 1968 : Las sicodélicas (es)
- 1968 : El misterio de los hongos alucinantes
- 1969 : Blue Demon contra las invasoras
- 1969 : Santo y Blue Demon contra los monstruos
- 1969 : El mundo de los muertos
- 1970 : Misión cumplida
- 1970 : Gregorio y su ángel
- 1970 : Chanoc en las garras de las fieras
- 1971 : El médico módico (es)
- 1971 : El nano (es)
- 1972 : Chanoc contra el tigre y el vampiro
- 1972 : El rey de Acapulco
- 1972 : El metiche
- 1972 : Cuna de valientes (es)
- 1973 : Las tarántulas
- 1973 : El bueno para nada (es)
- 1974 : Los caminos del arte
- 1974 : Las hijas de don Laureano
- 1974 : El carita
- 1975 : El investigador Capulina
- 1975 : Satánico pandemonium
- 1975 : Chanoc en el foso de las serpientes
- 1976 : El compadre más padre
- 1976 : El guía de las turistas
- 1977 : Misterio en las Bermudas
- 1977 : De cocula es el mariachi
- 1977 : Caballo prieto afamado
- 1977 : La banda del Polvo Maldito
- 1977 : Capulina chisme caliente
- 1978 : El circo de Capulina
- 1979 : En esta primavera
- 1979 : Un cura de locura
- 1979 : El norteño enamorado
- 1979 : Pasión por el peligro
- 1979 : Ángel del silencio
- 1980 : Golpe a la mafia
- 1980 : Hijos de tigre
- 1980 : El contrabando del paso
- 1981 : El vecindario
- 1981 : Los mexicanos calientes
- 1981 : OK mister Pancho
- 1982 : El ratero de la vecindad
- 1982 : Rosita Alvirez, destino sangriento
- 1982 : ¡El que no corre... vuela! (es)
- 1983 : El vecindario II
- 1984 : El día de los Albañiles
- 1985 : El día de los Albañiles II
- 1985 : El ratero de la vecindad II
- 1986 : Los verduleros
- 1986 : Tres mexicanos ardientes
- 1987 : Los verduleros II
- 1987 : El día de los Albañiles III
- 1988 : Los gatos de las azoteas
- 1989 : El diario íntimo de una cabaretera
- 1990 : El día de los Albañiles IV
- 1990 : Los curanderos
- 1992 : Más allá del deseo
- 1993 : La negra Tomasa
- 1995 : Magnicídio
- 1995 : Mujeres infieles
- 1996 : La mujer de los dos

### comme scénariste
- 1941 : La casa del rencor
- 1942 : Las cinco noches de Adán
- 1942 : Yo bailé con Don Porfirio
- 1943 : Resurrección
- 1944 : Así son ellas
- 1945 : Un beso en la noche
- 1945 : El jagüey de las ruinas
- 1946 : Bodas trágicas
- 1947 : Extraña cita
- 1948 : La novia del mar
- 1948 : El casado casa quiere
- 1949 : Comisario en turno
- 1949 : Calabacitas tiernas
- 1949 : Tuya para siempre
- 1949 : Soy charro de Levita
- 1949 : Novia a la medida
- 1949 : No me defiendas compadre
- 1950 : El rey del barrio
- 1950 : La marca del zorrillo
- 1950 : Simbad el Mareado
- 1950 : Mi querido capitán
- 1951 : El revoltoso
- 1951 : ¡Ay amor, cómo me has puesto!
- 1952 : Las locuras de Tin Tan
- 1952 : El ceniciento
- 1952 : Chucho el remendado
- 1953 : Ahí vienen los gorrones (es)
- 1953 : Dios los cría
- 1953 : El mariachi desconocido
- 1954 : Hijas casaderas
- 1954 : La Mulâtresse (Mulata)
- 1954 : Contigo a la distancia
- 1954 : El vizconde de Montecristo
- 1955 : El barba azul
- 1955 : Qué lindo Cha Cha Cha
- 1955 : Lo que le pasó a Sansón
- 1956 : Pura vida
- 1956 : El sultán descalzo
- 1956 : Club de señoritas
- 1956 : El vividor
- 1956 : El chismoso de la ventana
- 1957 : El organillero
- 1957 : Les Trois mousquetaires et demi (Los tres mosqueteros y medio)
- 1958 : Escuela para suegras
- 1958 : Mientras el cuerpo aguante
- 1959 : Kermesse
- 1959 : Escuela de verano
- 1960 : El tesoro de Chucho el Roto
- 1960 : Vuelta al paraíso
- 1960 : Viva la parranda
- 1960 : Vivo o muerto
- 1960 : El violetero
- 1960 : El fantasma de la opereta
- 1961 : Ojos tapatios
- 1961 : El duende y yo
- 1961 : Las leandras
- 1961 : Viva Chihuahua
- 1961 : Juan sin miedo
- 1962 : Los valientes no mueren
- 1963 : De color moreno
- 1965 : Tintansón Crusoe
- 1966 : Marcelo y María
- 1966 : El ángel y yo
- 1968 : Amor en las nubes
- 1968 : El misterio de los hongos alucinantes
- 1970 : Gregorio y su ángel
- 1972 : El metiche
- 1974 : Las hijas de don Laureano
- 1974 : El carita
- 1975 : Satánico pandemonium
- 1975 : Chanoc en el foso de las serpientes
- 1976 : El guía de las turistas
- 1977 : Misterio en las Bermudas
- 1977 : La banda del Polvo Maldito
- 1977 : Capulina chisme caliente
- 1979 : En esta primavera
- 1979 : Pasión por el peligro
- 1980 : Contrabando por amor
- 1981 : OK mister Pancho
- 1982 : Rosita Alvirez, destino sangriento
- 1982 : ¡El que no corre... vuela!
- 1989 : 3 lancheros muy picudos
- 1990 : Mujeres de media noche
- 1992 : Curado de espantos
- 1992 : Los verduleros 3
- 1992 : Más allá del deseo
- 1993 : La negra Tomasa
- 1995 : Mujeres infieles
- 1996 : La mujer de los dos
- 1998 : El asesinato

### comme directeur de la photographie
- 1935 : Huejotzingo
- 1935 : Estilizaciones de danzas Aztecas y Mayas
- 1935 : Rosario
- 1936 : Sistemas de riego en Ciudad Delícias, Chihuahua y en Ciudad Anáhuac, Nuevo León
- 1937 : Adiós Nicanor
- 1938 : México lindo
- 1938 : Un domingo en la tarde
- 1941 : La torre de los suplicios
- 1941 : El capitán Centellas

### comme producteur
- 1970 : Gregorio y su ángel
- 1989 : El diario íntimo de una cabaretera
- 1992 : Los Verduleros 3
- 1993 : La negra Tomasa
- 1995 : Crímenes de pasión
- 1996 : La mujer de los dos
- 1998 : El asesinato

### comme acteur
- 1977 : Cuartelazo
- 1995 : Crímenes de pasión : Don Gil